# Ertuğrul Arslan
Ertuğrul Arslan (* 26. Januar 1980 in Sivas) ist ein ehemaliger türkischer Fußballspieler. Mittlerweile ist er als Trainerassistent tätig, zuletzt war er bei Borussia Dortmund tätig.

## Sportlicher Werdegang

### Spielerkarriere
Arslan startete mit dem Vereinsfußball in der Jugend von Kayserispor. 1998 wechselte er zum Drittligisten und Partnerverein von Kayserispor, zu Melikgazi Belediyesi Erciyesspor. Bei diesem Verein eroberte er auf Anhieb einen Stammplatz und behielt diesen in seiner dreijährigen Tätigkeit für diesen Klub. In der Drittligasaison 1999/00, zu deren Start der Verein seinen Namen in Hacilar Erciyesspor änderte, erzielte man die Meisterschaft der Türkiye 3. Futbol Ligi und damit die erste Teilnahme der Vereinsgeschichte an der Türkiye 2. Futbol Ligi. Nach einem Jahr in dieser Liga wechselte Arslan dann zum Sommer 2001 zu seinem alten Verein Kayserispor.
Bereits nach einer Saison bei Kayserispor heuerte Arslan beim Ligakonkurrenten Sivasspor an, dem Verein seiner Heimatstadt Sivas. Auch hier gelang ihm auf Anhieb der Sprung in die Startelf. In der Zweitligaspielzeit 2004/05 erreichte man die Meisterschaft der Türkiye 2. Futbol Ligi und damit die erste Teilnahme der Vereinsgeschichte an der höchsten türkischen Spielklasse, an der Türkiye 1. Futbol Ligi. In diese Liga aufgestiegen, fand er vom neuen Cheftrainer Werner Lorant kaum Berücksichtigung und kam bis zur Winterpause in lediglich einer Pokal- und einer Ligabegegnung zum Einsatz. Die Rückrunde der Saison verbrachte er daraufhin als Leihspieler beim Zweitligisten Bursaspor. Auch hier erreichte er die Zweitligameisterschaft und damit den Aufstieg in die 1. Liga. Zum Saisonende kehrte er zwar zu Sivasspor zurück, wurde aber wieder in der Rückrunde ausgeliehen, dieses Mal an Elazığspor.
Im Sommer 2007 verließ Arslan endgültig Sivasspor und wechselte zum Zweitligisten Antalyaspor. Mit diesem Verein erreichte er bereits am Ende seiner ersten Saison 2007/08 die Vizemeisterschaft der 2. Liga und stieg somit das dritte Mal in seiner Karriere in die Süper Lig auf. Nach diesem Aufstieg spielte Arslan auch in dieser Liga zweieinhalb Spielzeiten als Stammspieler. Im Laufe der Saison 2010/11 verlor er seinen Stammplatz und wechselte zur Winterpause zum Ligakonkurrenten Konyaspor. Mit diesem Verein verpasste er zum Saisonende den Klassenerhalt und spielte dann eine Zweitligaspielzeit für diesen Verein.
Zum Sommer 2012 wechselte Arslan in die TFF 2. Lig zum Balıkesirspor. Mit diesem Verein erreichte er in der Saison 2012/13 die Meisterschaft der TFF 2. Lig und damit den Aufstieg in die TFF 1. Lig. Unmittelbar nach dem Aufstieg in die zweite Liga, schaffte es der Verein Vizemeister zu werden und stieg so in die Süper Lig auf. Arslan hatte an dem Aufstieg einen großen Anteil, da er in 33 Partien zum Einsatz kam. Somit war es in seiner Fußballerkarriere der vierte Aufstieg (mit jeweils vier unterschiedlichen Vereinen) in die Süper Lig. Im Januar 2016 wechselte er zum Drittligisten Kocaeli Birlikspor, später spielte er noch für Menemenspor, Fethiyespor, Kemerspor 2003 und Konyaaltı Belediyespor im unterklassigen türkischen Ligafußball.

### Trainerlaufbahn
Nach seinem Karriereende war Arslan zunächst Jugendtrainer bei seinem Ex-Klub Antalyaspor, ehe er im Oktober 2020 als Cheftrainer zu seiner vormaligen Spielstation Kemerspor 2003 zurückkehrte. Nach sieben Meisterschaftsspielen, in denen ihm nur ein Sieg gelang, musste er bereits Ende November wieder seinen Hut nehmen. Im Oktober 2021 kehrte er zu Antalyaspor zurück, wo er neben Alfons Groenendijk Trainerassistent von Nuri Şahin wurde. Bis zum Rücktritt Şahins zum Jahreswechsel 2023/24, als dieser als Trainerassistent von Edin Terzić zu Borussia Dortmund wechselte, war er für den Klub in der Süper Lig tätig und unterstützte noch Anfang Januar den als interimistischen Cheftrainer übernehmenden Groenendijk, ehe mit der Verpflichtung Sergen Yalçıns als neuem Cheftrainer die Trennung kam. Nachdem Şahin im Sommer zum BVB-Cheftrainer befördert worden war, holte dieser ihn gemeinsam mit dem ebenfalls zeitweise bei Antalyaspor unterstützenden João Tralhão sowie Şahins Ex-BVB-Mitspieler Łukasz Piszczek in den Trainerstab des Bundesligisten. Am 22. Januar 2025 wurde er gemeinsam mit dem restlichen Trainerstab nach nur einem Sieg in den vorangegangenen neun Pflichtspielen beim BVB freigestellt.

## Erfolge
Mit Hacilar Erciyesspor
- Meister der TFF 2. Lig Aufstieg in die TFF 1. Lig: 1999/00

Mit Sivasspor
- Meister der TFF 1. Lig und Aufstieg in die Süper Lig: 2004/05

Mit Bursaspor
- Meister der TFF 1. Lig und Aufstieg in die Süper Lig: 2005/06

Mit Antalyaspor
- Vizemeister der TFF 1. Lig: 2007/08
- Aufstieg in die Süper Lig: 2007/08

Mit Balıkesirspor
- Vizemeister der TFF 1. Lig und Aufstieg in die Süper Lig: 2013/14
- Meister der TFF 2. Lig und Aufstieg in die TFF 1. Lig: 2012/13

Mit Göztepe Izmir
- Meister der TFF 2. Lig und Aufstieg in die TFF 1. Lig: 2014/15